# 中枢街道 (陆良县)
中枢街道，是中华人民共和国云南省曲靖市陆良县下辖的一个街道办事处。
2013年10月20日，云南省人民政府批复同意撤销中枢镇，设立中枢街道、同乐街道。

## 行政区划
中枢街道下辖以下地区：
东门社区、南门社区、西门社区、北门社区、菜园社区、真理社区、环城社区、窑上社区、四河社区、大泼社区、阎芳桥社区、西桥社区、茶花社区、中纪社区和盘新社区。